# Euroscaptor
Euroscaptor är ett däggdjurssläkte som tillhör familjen mullvadsdjur (Talpidae). Till släktet räknas 6 arter som lever i östra och sydöstra Asien.

## Kännetecken
Arterna i släktet Euroscaptor har liksom medlemmar i släktet mullvadar (Talpa) en cylindrisk kropp och en långdragen nos. De främre extremiteterna har en rosa färg och är utbildade som grävverktyg. Grävfötterna är de största av alla mullvadsdjuren i jämförelse till övriga kroppen. Den korta svansen är glest täckt med hår. Arterna har små framtänder, förstorade hörntänder och även den fjärde premolar är stor. Den täta pälsen är vanligen mörkbrun. Euroscaptor når en kroppslängd mellan 10 och 16 centimeter samt en svanslängd mellan 0,7 och 2 centimeter.

## Levnadssätt
Det är inte mycket känt om arternas levnadssätt men det antas att de lever som övriga arter i släktgruppen Talpini. De vistas alltså främst i underjordiska gångsystem som de gräver själva. Födan utgörs av daggmaskar, insekter och andra smådjur.

## Systematik
Släktets 6 arter listades tidigare till släktet mullvadar (Talpa). På grund av skillnader i tändernas och bäckenets konstruktion listas de idag i ett eget släkte. De närmaste släktingar finns troligen i släktet Mogera som förekommer i östra Asien.
Arterna är:
- E. grandis lever i södra Kina (Sichuan, Yunnan) och norra Vietnam.
- E. klossi förekommer i kuperade skogsområden i Sydostasien (Laos, södra Myanmar, Malackahalvön).
- E. longirostris finns i västra Kina (Sichuan).
- E. micrura lever i östra Himalaya (från Nepal och Assam till södra Kina).
- E. mizura är endemisk i bergsregioner på den japanska ön Honshu.
- E. parvidens finns bara i norra Vietnam. Den listas av Internationella naturvårdsunionen med kunskapsbrist (data deficient).